# ムカデカズラ

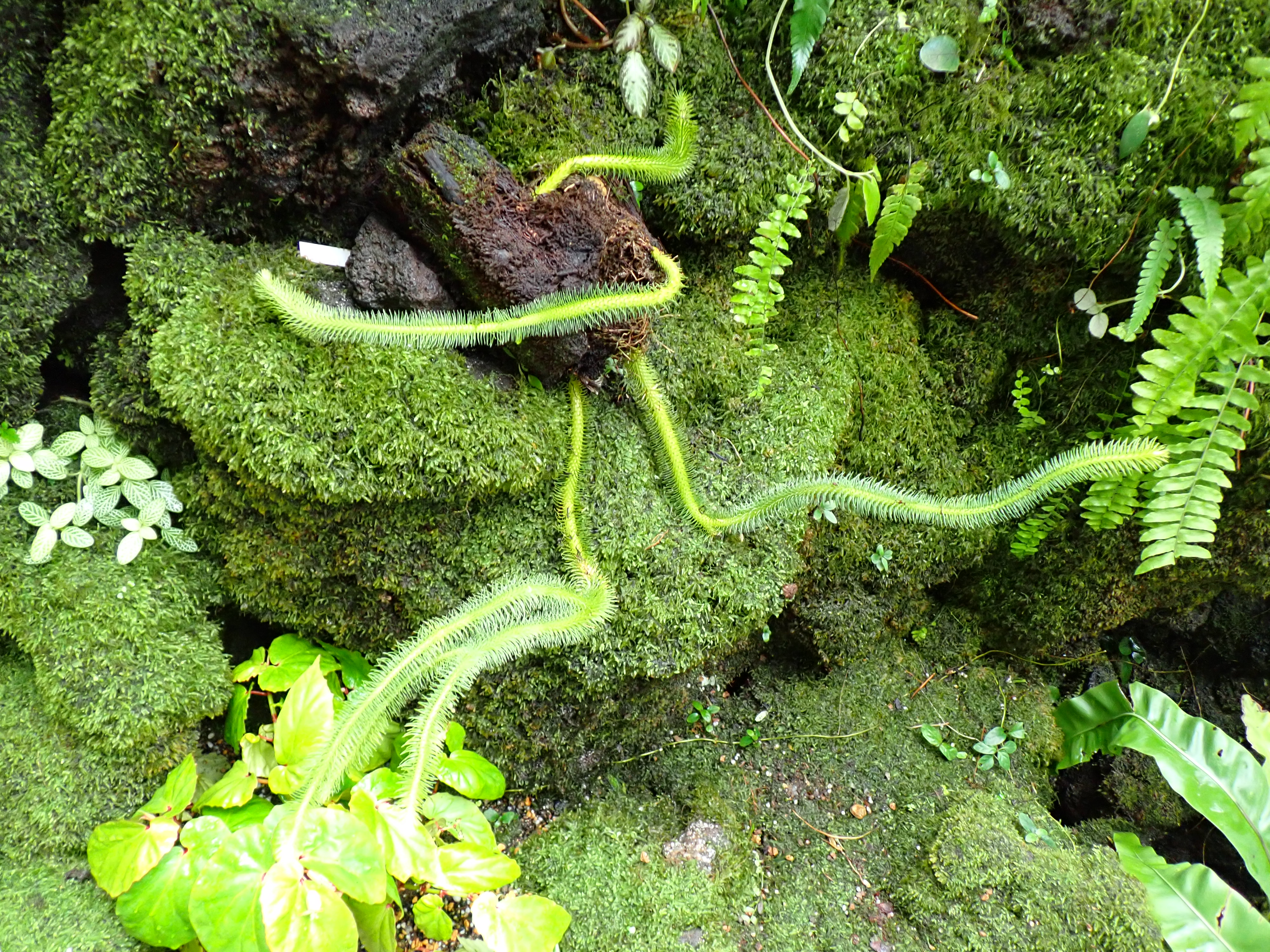
ムカデカズラ（2024年11月 大阪市 咲くやこの花館）

ムカデカズラ（学名：Huperzia squarrosa）はヒカゲノカズラ科コスギラン属のシダ植物。

## 特徴
茎は二又分枝を繰り返しながら成長する。ヒカゲノカズラを大型にしたような形状で、茎はひも状で斜上したのち下垂し、1–3回二又分枝して長さ20–110 cmに伸びる。葉を含めた枝の太さは7–18 mmほど。葉は長さ7–11 mmの狭披針形で、鱗片状に密につく。胞子嚢は腎臓形。

## 分布と生育環境
台湾以南、マダガスカル～熱帯アジア、オーストラリア～ポリネシア。

## 利用
観賞用釣り鉢として栽培。植物園などで古くから栽培されてきた。繁殖は株分けまたは挿し木による。